# Conseil de Barossa
Le Conseil de Barossa (Barossa Council) est une zone d'administration locale dans la vallée de la Barossa en Australie-Méridionale en Australie. 
Il a été créé le 1er juillet 1996 par la fusion des anciens districts d'Angaston, Barossa et Tanunda, et d'une partie de celui de Mount Pleasant.

## Villes
Les principales villes du district sont :
- Angaston ;
- Eden Valley ;
- Lyndoch ;
- Moculta ;
- Mount Pleasant ;
- Nuriootpa ;
- Penrice ;
- Springton ;
- Stockwell ;
- Tanunda ;
- Williamstown.